# 王智媛
王智媛（韓語：왕지원，1988年11月12日—），韓國女演員、芭蕾舞者。原為國家級芭蕾舞者，但大學比賽時期，因為原地轉圈時骨盆骨折而朝演藝圈發展，父親是次長等級的檢察委員，外公是知名國際集團「Prospecs」的創辦人梁正模會長。

## 教育經歷
- 2002年~2005年英國皇家芭蕾舞學院
- 2005年~2009年韓國藝術綜合學校芭蕾舞專業學士
- 2007年全國新人舞蹈比賽特等獎
- 2009年韓國國立芭蕾舞團團員[7]

## 個人生活
2022年2月6日與芭蕾舞演員朴鐘錫在首爾完婚。

## 演出作品

### 電視劇
- 2012年：KBS《Family》飾演 青少年收容所女講師
- 2013年：KBS《Good Doctor》飾演 金善珠
- 2013年：SBS《欲戴王冠，必承其重－繼承者們》飾演 楊多京（EP.17 特別出演）
- 2014年：tvN《需要浪漫3》飾演 吳世玲
- 2014年：DRAMAcube《怎樣的離別》飾演 荷娜
- 2014年：MBC《命中注定我愛你》飾演 姜世羅
- 2015年：SBS《離婚律師戀愛中》飾演 趙秀雅
- 2016年：Naver TVcast《不滅的女神》飾演 俞利
- 2017年：MBC《醫療船》飾演 崔英恩 [9]
- 2018年：SBS《雖然30但仍17》飾演 金泰琳[10]
- 2022年：ENA《具必秀不在》飾演 車宥真

### 電影
- 2017年：《One Line》飾演 海善

### 綜藝節目
- 2017年5月11日：《歡樂在一起》 嘉賓：南宮珉 李俊昊 王智媛 黃承言 周子瑜 Sana
- 2017年11月24日－2018年1月19日：《天鵝俱樂部》固定主持[11][12]